# 阿芬达占
阿芬达占（INN：Arfendazam）是一种苯二氮䓬衍生物药物。阿芬达占是一种 1,5-苯二氮䓬类药物，氮原子位于二氮䓬环的1位和5位，因此与其他1,5-苯二氮卓类药物（如氯巴占）关系最密切。
阿芬达占具有与其他苯二氮䓬衍生物类似的镇静和抗焦虑作用，但它是GABAA受体的部分激动剂，因此镇静作用相对温和，只有在非常高的剂量下才会产生肌肉松弛作用。
阿芬达占会产生一种活性代谢产物洛芬达占，它被认为是其部分作用的原因。